# Roccia dell'Elefante
La Roccia dell'Elefante  (roca de l'Elefant) és un roca massissa de traquita i andesita, d'un fort color roig, notablement erosionada pels agents atmosfèrics que li han conferit la singular forma d'un paquiderm assegut. La roca, té una alçada al voltant dels quatre metres, està ubicada dins el terme municipal de Castelsardo a la localitat de Multeddu al quilòmetre 4,3 de la  carretera SS-134.  Originàriament la roca formava part del complex rocós de monte Castellazzu. L'any 1914 el científic Edoardo Benetti fou el primer a associar a un elefant l'original forma de la roca, que fins aleshores era coneguda, segons alguns documents oficials, amb el nom dialectal de Sap Pedra Pertunta (la pedra traforata).
| «                                 | Sobre Castelsardo, al llarg de la carretera nacional que condueix a Sedini, de sobte un s'enfronta amb una visió estranya. Un elefant gegant, tres vegades més alt que l'enorme mamut prehistòric, que sembla sortir de la selva i al s'encamini al turó. | » |
| — \| « \| Edoardo Benetti \| » \| | |   |
| «                                 | Edoardo Benetti | » |